# Phường 3, thành phố Vĩnh Long
Phường 3 là một phường thuộc thành phố Vĩnh Long, tỉnh Vĩnh Long, Việt Nam.

## Địa lý
Phường 3 nằm ở phía nam thành phố Vĩnh Long, có vị trí địa lý:
- Phía đông giáp Phường 4
- Phía tây giáp Phường 1 và Phường 8
- Phía nam giáp huyện Long Hồ
- Phía bắc giáp Phường 1.

Phường 3 có diện tích 3,75 km², dân số năm 2006 là 12.097 người, mật độ dân số đạt 3.226 người/km².
Phường 3 là một đô thị phát triển dân cư - dịch vụ của thành phố Vĩnh Long về hướng Nam. Khu đô thị phường 3 được tổ chức hình thành một khu dân cư theo mô hình phát triển mới gắn với các dịch vụ - thương mại, nhằm phát huy lợi thế về vị trí, dân cư, tài nguyên của thành phố Vĩnh Long.

## Hành chính
Phường 3 được chia thành 4 khóm: 1, 2, 3, 4.